# Законът на Майло Мърфи
Законът на Майло Мърфи (по-рано известен като Правилото на Мърфи) е американски анимационен сериал от създателите на Финиъс и Фърб, Дан Повермаер и Джеф Марш. Премиерата му се състои на 3 октомври 2016 г. по Disney XD.
Сериалът се върти около главния герой, Майло Мърфи, който е потомък на Едуард А. Мърфи-младши, адаш закон на Мърфи, който гласи, че всичко, което е възможно да се обърка, ще се обърка.

## Актьорски състав и герои

### Главните герои
- Майло Мърфи – главен герой на сериала. Той е на 13 години и има лошата репутация, че има изключително лош късмет, но той не губи оптимизъм. Озвучава се от Ал Янковик.
- Зак Ъндърууд  – новото хлапе в града, който се превръща в най-добрия приятел на Майло и остава заедно с него, въпреки лошия късмет. Озвучава се от Мекай Къртис.
- Мелиса Чейс – другият близък приятел на Майло. Озвучава се от Сабрина Карпентър

### Други герои
- Елиът Декер  – училищен регулировчик. Той не е дружелюбен към Майло, тъй като вярва, че Майло води само и единствено до неприятности. Озвучава се от Крисчън Слейтър.
- Мартин Мърфи – бащата на Майло. Както и синът си, той също има репутация за това, че има лош късмет. Озвучава се от Дийдрик Бейдър.
- Бриджит Мърфи – майката на Майло. Озвучава се от Памела Адлон.
- Сара Мърфи – по-голямата сестра на Майло и голям фен на Д-р Зоун. Тя подкрепя брат си. Озвучава се от Кейт Микучи.
- Айлийн Ъндърууд  – майката на Зак. Озвучава се от Ванеса Уилямс, най-известна с ролята си на Вилхелмина Слейтър в „Грозната Бети“.
- Г-жа Мурауски  – учител по химия в гимназия Джеферсън. Тя е внамиачане от бюрото си. Озвучава се от Сара Чолк.
- Д-р Зоун – главният герой в любимия сериал на Майло и сестра му. Озвучава се от Джемейн Клемент.
- Елизабет Милдър  – директор на гимназия Джеферсън. Озвучава се от Макензи Филипс.
- Аманда Лопес – Испански студент, съученичка на Майло, който е перфекционист. В епизода „Гладък Оперист“ е намекнато, че Майло е влюбен в нея. Озвучава се от Криси Фит.
- Савана – пътешественичка във времето. Озвучава се от Мин-На Уен, най-известна с ролята на главната героиня във филма „Мулан“.
- Брик – друг пътешественик във времето. Озвучава се от Брет Долтън.[2]
- Брадли Никълсън  – песимистичен и арогантен ученик, който ревнува от Майло заради вниманието, което винаги получава. В епизода Sunny Side Up e намекнато, че той е влюбен в Мелиса. Той е неуверен в чувствата си към нея и оставя приятелството ѝ с Майло да го обезкуражи. Озвучава се от Винсънт Мартела, най-известен с ролята на Финиъс във „Финиъс и Фърб“.
- Диоджи – кучето на Майло. Поястонно се появява насред приключенията, което принуждава Майло да му каже: „Диоджи, прибирай се“. Звуковите му ефекти са озвучени от Дий Брадли Бейкър.
- Морт Шейфър – най-добрият приятел на Брадли. Озвучава се от Грег Сайпс.
- Времевата горила – помощникът на Д-р Зоун. Озвучава се от Софи Уинкълман.
- Кайл Драко – преподавател в гимназията. Озвучава се от Майкъл Кълрос.
- Нолан Мичъл – футболен треньор в гимназия Джеферсън. Озвучава се от Кевин Майкъл Ричардсън.
- Вини Дакота – Озвучава се от Дан Повенмайър.
- Балтазар Кавендиш – Озвучава се от Джеф „Суомпи“ Марш.
- Крис – Озвучава се от Алисън Стоунър.
- Уоли – Озвучава се от Мичъл Мусо.
- Г-жа Уайт – Озвучава се от Лорейн Нюман.

## „Законът на Майло Мърфи“ в България
Година след излъчването в САЩ през 2016 г. го дават по локалната версия на Disney Channel. Дублажът е нахсинхронен и е на студио Доли. Ролите се озвучават от артистите Камен Асенов, Милица Гладнишка, Иван Велчев, Цветослава Симеонова, Живко Джуранов, Кирил Бояджиев, Петър Чернев, Росен Плосков и други.